# ماکون (میزوری)
ماکون (به انگلیسی: Macon) یک شهر در ایالات متحده آمریکا است که در شهرستان مکون، میزوری واقع شده‌است. ماکون ۱۶٫۳۲ کیلومتر مربع مساحت و ۵٬۴۷۱ نفر جمعیت دارد و ۲۶۵ متر بالاتر از سطح دریا قرار دارد.